# Trend Micro
Trend Micro Inc. (トレンドマイクロ株式会社) er en japansk multinational it-sikkerheds-softwarevirksomhed. De udvikler virksomhedssoftware til brug for servere, cloudcomputing, netværk og computere. Deres cloud-produkter tilbyder automatiseret it-sikkerhed for kunder af VMware, Amazon AWS, Microsoft Azure, og Google Cloud Platform.